# مگس سفید گل کلم
مگس سفید گل کلم (نام علمی: Aleyrodes proletella) نام یک گونه از تیره مگس سفید است. این گونه پراکنش جهانی دارد. بالغین این گونه ۱٫۵ میلیمتر طول دارند با رنگی سفید همراه با چهارخال خاکستری رنگ بر روی بال‌ها. این گونه بیشتر از گل کلم، کلم بروکسل و توت فرنگی تغذیه می‌کند.